# Désirée Ehrler
Pour les articles homonymes, voir Ehrler.
Désirée Ehrler, née le 20 août 1991 à Steinhausen, est une coureuse cycliste suisse.

## Palmarès sur route

### Par années
- 2010
  - Montreux
  - 2e du Halle-Buizingen
- 2013
  - GP Osterhas
  - Auffahrtskriterium Diessenhofen
- 2014
  - Rund um den Born
  - 2e du GP Cham-Hagendorn
  - 3e de Erondegemse Pijl
- 2015
  - Montreux
  - 3e du GP Osterhas
- 2016
  - GP Osterhas
- 2017
  - Aargauer Challenge
- 2018
  - 2e de Aargauer Challenge
  - 3e du GP Osterhas
  - 3e du GP Cham-Hagendorn

### Classements mondiaux
| Année                                 | 2012 | 2013 | 2014 | 2015 | 2016 | 2017 | 2018 | 2019 | 2020 |
| ------------------------------------- | ---- | ---- | ---- | ---- | ---- | ---- | ---- | ---- | ---- |
| Classement UCI                        | 398e | nc   | 187e | 487e | nc   | 625e | 270e | 442e | 719e |
|                                       |      |      |      |      |      |      |      |      |      |
| Légende : nc = non classéSource : UCI |      |      |      |      |      |      |      |      |      |

## Palmarès sur piste

### Championnats de Suisse
- 2017
  - 3e de l'américaine

## Palmarès en cyclo-cross
- 2006
  - Däniken
  - Schwarzhäusern